# Jana Meiszinglerová
Jana Meiszinglerová (* 15. Mai 1977) ist eine ehemalige slowakische Biathletin.
Jana Meiszinglerová gab ihr internationales Debüt im Biathlon-Weltcup in der Saison 1995/96 in Antholz. Schon in ihrem ersten Rennen, einem Einzel, erreichte sie mit Rang 54 ihr bestes Resultat im Weltcup. Höhepunkt der ersten Saison waren die Biathlon-Weltmeisterschaften 1996 in Ruhpolding, bei denen sie 65. des Einzels und an der Seite von Soňa Mihoková, Anna Murínová und Martina Halinárová Sechste mit der Slowakischen Mannschaft wurde. In der  folgenden Saison kam sie regelmäßig zu Einsätzen im Weltcup und im heimischen Osrblie noch einmal zu einem Einsatz bei den Biathlon-Weltmeisterschaften 1997. Im Einzel kam sie auf den 67. Platz. Zuvor war ein neunter Rang, erreicht als Schlussläuferin mit Marcela Pavkovčeková, Sona Mihoková und Anna Murinová, im Staffelrennen das beste Ergebnis. Nach der Heim-WM hatte Meiszinglerová keine weiteren internationalen Einsätze.

## Weltcupstatistik
Die Tabelle zeigt alle Platzierungen (je nach Austragungsjahr einschließlich Olympische Spiele und Weltmeisterschaften).
- 1.–3. Platz: Anzahl der Podiumsplatzierungen
- Top 10: Anzahl der Platzierungen unter den ersten zehn (einschließlich Podium)
- Punkteränge: Anzahl der Platzierungen innerhalb der Punkteränge (einschließlich Podium und Top 10)
- Starts: Anzahl gelaufener Rennen in der jeweiligen Disziplin

| Platzierung                                              | Einzel | Sprint | Verfolgung | Massenstart | Team | Staffel | Gesamt |
| -------------------------------------------------------- | ------ | ------ | ---------- | ----------- | ---- | ------- | ------ |
| 1. Platz                                                 |        |        |            |             |      |         |        |
| 2. Platz                                                 |        |        |            |             |      |         |        |
| 3. Platz                                                 |        |        |            |             |      |         |        |
| Top 10                                                   |        |        |            |             | 1    | 1       | 2      |
| Punkteränge                                              |        |        |            |             | 2    | 1       | 3      |
| Starts                                                   | 3      | 6      |            |             | 2    | 1       | 12     |
| Stand: Karriereende, Daten möglicherweise nicht komplett |        |        |            |             |      |         |        |